# Andónisz Jeorjiádisz
Andónisz Jeorjiádisz, görögül: Αντώνης Γεωργιάδης (Dráma, 1933. január 25. – Dráma, 2020. november 16.) görög labdarúgó, edző. A görög válogatott szövetségi kapitánya (1989–1992).

## Pályafutása
1950 és 1960 között a Dóxa Drámasz labdarúgója volt.
A visszavonulása után 1961-től edzőként tevékenykedett. Az 1960-as években alacsonyabb osztályú csapatoknál dolgozott. 1970 és 1974 között az Olimbiakósz Vólu, 1974 és 1976 között a PASZ Jánina, 1977-ben a Panahaikí, 1977 és 1979 között ismét a PASZ Jánina, 1979–80-ban az ÓFI Kréta, 1980 és 1982 között a Láriszasz, 1982 és 1984 között az Árisz Theszaloníkisz, 1984–85-ben az AÉK, 1985–86-ban az Olimbiakósz vezetőedzője volt. 1986 és 1988 között az Apólon Kalamariász, 1988–89-ben az Ethnikósz Pireósz szakmai munkáját irányította. 1989 áprilisa és 1992 májusa között a görög válogatott szövetségi kapitánya volt. 1993-ban ismét az Olimbiakósz, 1993 és 1996 között a Paniliakósz edzője volt.